# Hektik (sygdom)
 For alternative betydninger, se Hektik. (Se også artikler, som begynder med Hektik)
Hektik er inden for sygdom en tilstand, hvor man lider af blodmangel, pletvis røde kinder og afmagring.